# Museo del Ferrocarril Mexicano del Sur
El Museo del Ferrocarril Mexicano del Sur es un recinto museográfico ubicado en Oaxaca, Oaxaca, alojado en la antigua estación de ferrocarril de dicha ciudad construida a finales del siglo XIX. Fue reinaugurada como sitio de exhibición en 2003.

## Historia
A partir de 1893 funcionó el Ferrocarril Mexicano del Sur, la línea de trenes entre las ciudades de Puebla y Oaxaca. La antigua estación de ferrocarril fue obra de la empresa Read & Campbell y fue localizada en el barrio de Santa María del Marquesado de la capital oaxaqueña. Fue inaugurada por Porfirio Díaz el 13 de noviembre de 1892, siendo a la postre la última vez que Díaz visitaría su estado natal. Al arribo del tren inaugural a la estación iban además de Díaz, su esposa Carmen Romero Rubio, Juan de Dios Peza, Joaquín Baranda y Matías Romero, promotor de la obra.
La estación fue remodelada a mediados del siglo XX. Para inicios del siglo XXI la estación había perdido su esplendor y estilo original, por lo que fue remodelada con fondos públicos del Fondo Nacional para la Cultura y las Artes y la colaboración de la Fundación Alfredo Harp Helú Oaxaca. La restauración logró rescatar la arquitectura original del recinto.
La inauguración del nuevo edificio fue el 3 de marzo de 2017. El complejo cultural alberga al Museo del Ferrocarril Mexicano del sur, el Museo Infantil de Oaxaca y la Biblioteca BS Ferrocarril. Todas sus actividades son gratuitas.